# ديلان فاريل
ديلان فاريل (بالإنجليزية: Dylan Farrell)‏ هو لاعب دوري الرغبي أسترالي، ولد في 15 مايو 1991 في بلدة ناورا في أستراليا.